# Wurzel-Jesse-Fenster (Saint-Germain-lès-Corbeil)

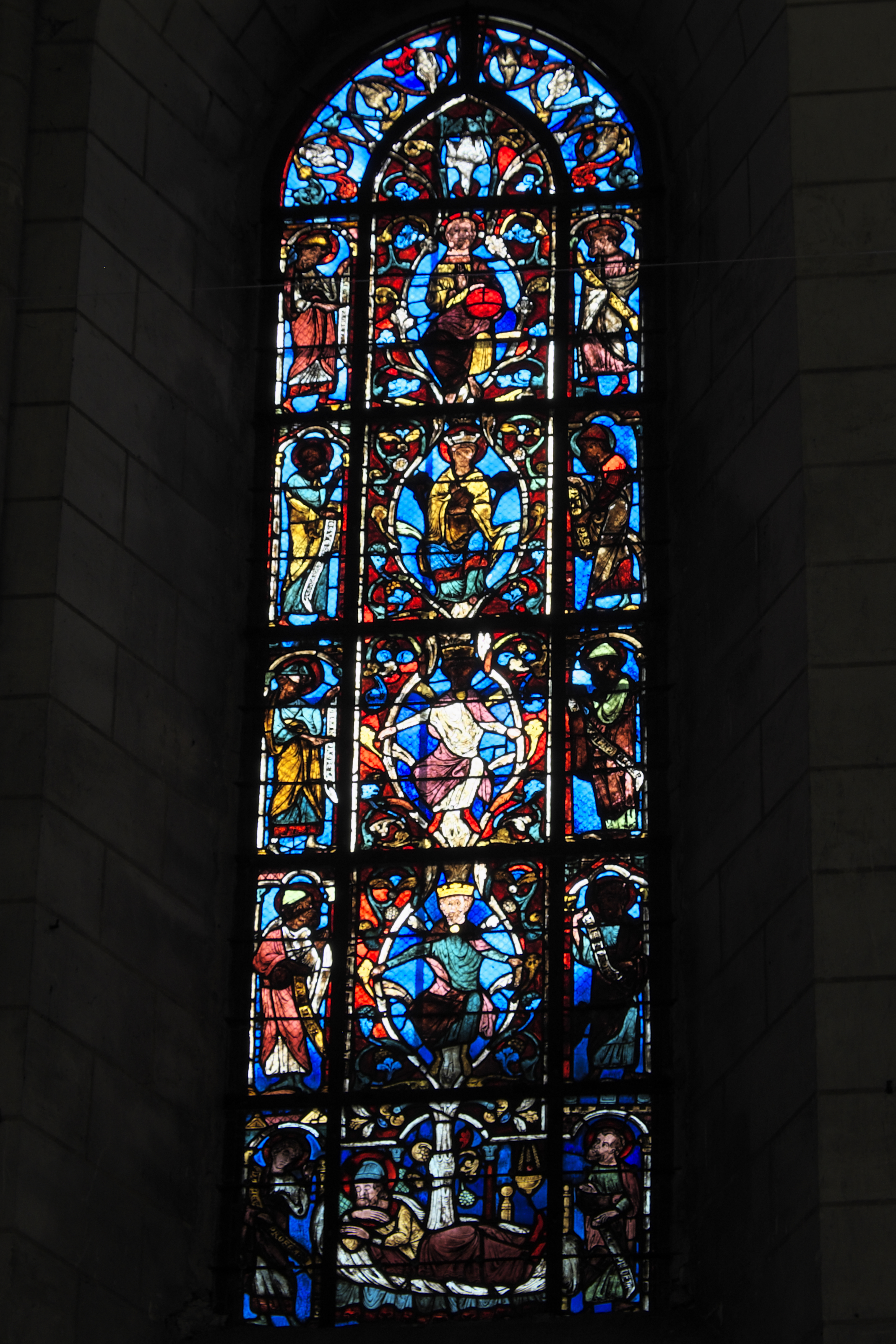
Wurzel-Jesse-Fenster in Saint-Germain-lès-Corbeil

Das Wurzel-Jesse-Fenster in der katholischen Pfarrkirche St-Vincent-St-Germain in Saint-Germain-lès-Corbeil, einer französischen Gemeinde im Département Essonne in der Region Île-de-France, wurde im 13. Jahrhundert geschaffen. Im Jahr 1908 wurde das Bleiglasfenster als Monument historique in die Liste der geschützten Objekte (Base Palissy) in Frankreich aufgenommen.

## Beschreibung
Das drei Meter hohe und 1,20 Meter breite Fenster stammt aus einer unbekannten Werkstatt. Die Wurzel Jesse ist ein weit verbreitetes Bildmotiv der christlichen Kunst des Mittelalters und der frühen Neuzeit. Es wird der Stammbaum Christi in Gestalt eines Baumes dargestellt, der aus der Figur Jesses herauswächst, dem Vater König Davids. Jesse wird schlafend gezeigt und als folgende Zweige des Baumes erscheinen weitere Könige Israels. Den Abschluss bildet die Darstellung Jesu Christi.